# Тетрабромоаурат(III) натрия
Тетрабромоаурат(III) натрия — неорганическое соединение, соль натрия и золотобромистоводородной кислоты с формулой Na[AuBr4].

## Физические свойства
Красновато-черные кристаллы.
Очень хорошо растворим в воде.
Образует кристаллогидрат состава Na[AuBr4]•2H2O.

## Токсичность
Вызывает раздражение кожи, глаз и дыхательных путей. Попадание внутрь приводит к головокружению, металлическому привкусу, слабости, судорогам, спазмам в животе, рвоте, кровавому поносу.